# John Preston Martin
John Preston Martin (* 11. Oktober 1811 bei Jonesville, Lee County, Virginia; † 23. Dezember 1862 in Prestonsburg, Kentucky) war ein US-amerikanischer Politiker. Zwischen 1845 und 1847 vertrat er den Bundesstaat Kentucky im US-Repräsentantenhaus.

## Werdegang
John Martin war der ältere Bruder von Elbert S. Martin (1829–1876), der zwischen 1859 und 1861 den Staat Virginia im Kongress vertrat. Er war außerdem der Großvater des US-Senators George B. Martin (1876–1945). Nach einer guten Schulausbildung zog John Martin nach Prestonsburg in Kentucky. Dort begann er eine politische Laufbahn als Mitglied der Demokratischen Partei. Zwischen 1841 und 1843 war er Abgeordneter im Repräsentantenhaus von Kentucky.
Bei den Kongresswahlen des Jahres 1844 wurde er im sechsten Wahlbezirk von Kentucky in das US-Repräsentantenhaus in Washington, D.C. gewählt, wo er am 4. März 1845 die Nachfolge von John White antrat. Da er im Jahr 1846 auf eine erneute Kandidatur verzichtete, konnte er bis zum 3. März 1847 nur eine Legislaturperiode im Kongress absolvieren. Diese war von den Ereignissen des Mexikanisch-Amerikanischen Krieges geprägt. In dieser Zeit war Martin Vorsitzender des Committee on Mileage.
Zwischen 1855 und 1859 saß Martin im Senat von Kentucky. Im Juni 1856 war er Delegierter zur Democratic National Convention in Cincinnati, auf der James Buchanan als Präsidentschaftskandidat nominiert wurde. John Martin starb am 23. Dezember 1862 in Prestonsburg.
Nach ihm ist Martin County in Kentucky benannt.